# Amr ibn al-As
Amr ibn al-As as-Sahmí (àrab: عمرو بن العاص السهمي, ʿAmr ibn al-ʿĀṣ as-Sahmī), més conegut simplement com a Amr ibn al-As (ca. 573-663), fou un general àrab company del profeta Muhàmmad, de la tribu de Qurayx.
Es va convertir vers el 630 quan va considerar que Muhàmmad triomfaria. El Profeta el va enviar a Oman, on va entrar en negociacions amb els prínceps locals Jàyfar i Abbad ibn Julanda, que van adoptar l'islam el 632. Quan va tornar a Medina el profeta ja era mort. El 633 Abu-Bakr as-Siddiq el va enviar amb un exèrcit a Palestina i se sap que va tenir part decisiva en la conquesta de la riba occidental del Jordà, i va prendre part en la batalla d'Ajnadayn el 30 de juliol del 634 i la batalla del Yarmuk, del 15 al 20 d'agost del 636.

## Conquesta àrab d'Egipte
Després va anar a Egipte, segons moltes font pel seu propi compte però probablement amb coneixement d'Úmar ibn al-Khattab o sota ordres d'aquest. El 640 els romans d'Orient foren derrotats a Heliòpolis; Amr va rebre reforços dirigits per Az-Zubayr ibn al-Awwam. El 641 va ocupar Babilònia, i el 642 va entrar a Alexandria. Al general se li deu la fundació de Fustat o Misr el 641, i va avançar fins a Trípoli en 643, però el califa va desaprovar qualsevol altre avenç i va ordenar a Amr consolidar primer dels musulmans posició a Egipte, i va donar ordres estrictes que no hi hauria més campanyes. El domini àrab sobre Cirenaica i Zawila a l'extrem sud va romandre ferm durant dècades, excepte per una curta ocupació romana d'Orient l'any 690, però Trípoli va ser reconquistada pels romans d'Orient pocs anys després de l'entrada d'Amr.
El 645, poc després de pujar al califat Uthman ibn Affan, aquest el va cridar i va nomenar en el seu lloc Abd-Al·lah ibn Sad (646-656), cosa que el va afectar molt i va deixar el càrrec murmurant (646), i es va retirar a les seves terres d'Adjlan i As-Sab on seguia els esdeveniments i quan les coses es van complicar per a Uthman, va afavorir secretament a Talha ibn Ubayd-Al·lah i Az-Zubayr ibn al-Awwam; sota Alí ibn Abi-Tàlib, quan aquest es va haver d'enfrontar a Muàwiya ibn Abi-Sufyan, va optar obertament per aquest darrer, com Busr ibn Abi-Artat, i va dirigir la cavalleria siriana en la batalla de Siffín el 657. Com que la victòria estava al camp d'Ali va tenir la idea de penjar alcorans a les llances simbolitzant que el resultat l'havia de decidir el llibre sagrat. Fou llavors escollit àrbitre per Muàwiya. Abans de la sessió d'arbitratge, encara va fer un servei a Muàwiya, en conquerir Egipte de mans d'un governador partidari d'Alí, anomenat Muhàmmad ibn Abi-Bakr as-Siddiq, que fou derrotat (658) i executat.
L'arbitratge el va saber orientar prou favorablement a Muàwiya. Va restar com a governador d'Egipte fins a la seva mort. El 22 de gener del 661 es va escapar per molt poc a un atemptat contra la seva vida perpetrat per Zadawayh, un suïcida kharigita; Amr, que estava indisposat, va encarregar a Khàrija ibn Hudhafa de fer la salat al seu lloc, i fou aquest qui fou ferit de mort. Va morir el 663 amb més de 90 anys. Com a governador a Egipte el va succeir Utba ibn Abi-Sufyan ibn Harb.